# Plæygirl
Plæygirl è il quarto album in studio della cantautrice danese MØ. È uscito il 16 maggio 2025 tramite RCA Records e Sony Music UK. È il suo primo album in tre anni, da Motordrome (2022). L'album è prodotto da Nick Sylvester e dalla collaboratrice di lunga data di MØ, Ronni Vindahl. Secondo MØ, l'album riflette il suo lato più autentico e libero, poiché mirava a creare una musica che fosse "fedele a me stessa" e "libera".

## Promozione
Per promuovere l'album, MØ ha annunciato il suo tour di debutto Plæygirl, iniziato con cinque concerti in Europa a marzo 2025, dopo un evento di lancio al Lexington di Londra.

## Tracce
1. Meat on a Stick – 2:28
2. Who Said – 3:07 (Karen Marie ØrstedClementine DouglasNick SylvesterRonni VindahlKarin DreijerOlof Bjorn Dreijer)
3. Knife – 3:04
4. Without You – 2:49
5. Joanna (Interlude) – 1:00
6. Sweet (featuring Biig Piig) – 2:56 (Ørsted, Biig Piigm Sylvesterm, Sylvester Sivertsen)
7. Plæygirl – 2:43
8. Keep Moving – 3:22 (Ørsted, Sylvester, Elliott Kozel, Rasmus Littaeur)
9. Lose Yourself – 2:54 (Ørsted, Sylvester, Vindahl, Douglas, Micah Jasper, Stint, Littauer)
10. Vildchild – 3:40
11. Heartbreak – 3:06 (Ørsted, Sylvester, Kristoffer Fogelmark, Albin Nedler, Siversten)
12. Wake Me Up – 4:15 (Tim Bergling, Aloe Blacc, Mike Einziger, Ash Pournouri)